# Catedral de Nuestra Señora de la Paz (Trujillo, Venezuela)
La Catedral de Nuestra Señora de la Paz o alternativamente Catedral de Trujillo es el nombre que recibe un edificio religioso que está afiliado a la Iglesia católica y está localizado frente a la Plaza Bolívar entre la Avenida Bolívar y la calle Miranda de la ciudad de Trujillo, en el Municipio Trujillo del Estado Trujillo, en los andes del país sudamericano de Venezuela.
El templo es de estilo barroco y sigue el rito romano o latino y funciona como la sede de la Diócesis de Trujillo (Dioecesis Truxillensis in Venetiola) que fue creada el 4 de junio de 1957 con la bula pontificia In maximis officii del papa Pío XII.
El edificio actual data de 1662 y comenzó su construcción en 1630. Con renovaciones realizadas en 1890. El libertador Simón Bolívar heróe nacional de Venezuela, realizó negociaciones con el obispo Lazo de la Vega en este lugar. Por su valor patrimonial fue declarado monumento histórico nacional de Venezuela en 1960.